# Bematistes schoutedeni
Bematistes schoutedeni är en fjärilsart som beskrevs av Le Doux 1937. Bematistes schoutedeni ingår i släktet Bematistes och familjen praktfjärilar. Inga underarter finns listade i Catalogue of Life.